# Daphoeninae
Daphoeninae — вимерла підродина хижих ссавців з родини амфіціонових. Група населяла Північну Америку (США й Канада) від підпохи середнього еоцену до підпохи середнього міоцену 42—15.97 Ma, існувала приблизно 26.03 Ma.